# Гідрогеологія Сполучених Штатів Америки
Гідрогеологія Сполучених Штатів Америки. 
США має в своєму розпорядженні велику гідрогеол. структуру, пов'язану як з древньою платформою, так і гірсько-складчастими областями. До числа перших належать артезіанські басейни з потужністю осадів 4-15 км: Уїллстонський, Іллінойський, Західний, Пермський, Мексиканський (Галф-Кост), Мічиганський, Передаппалачський, Денвер. Серед других виділяються невеликі за площею передгірні і міжгірні басейни Каліфорнії, Великого Басейну, Скелястих гір і інш. Сучасні ресурси підземних вод зумовлені в осн. інфільтрацією осадів і складають від 0,02 до 30% їх обсягу. На півночі і півн.-сході країни осн. ресурси прісних вод формуються в четвертинних флювіогляціальних і алювіальних відкладах. Потужність порід 15-60 м, в долинах льодовикового стоку і палеодолинах рік до 100-240 м. Глиб. свердловин 7-60 м, місцями до 200 м; сер. дебіти 3-32 л/с, макс. – 95-250 л/с. Мінералізація води 0,07-0,5 г/л, місцями вище; склад HCO3- - Ca2+, води часто тверді, з високим вмістом Fe і Mn. Ресурси горизонтів значні, великі водозабори в Півн. Дакоті дають сумарно 0,34х106 м3/добу, в Массачусетсі 1,21х106 м3/добу. Значні ресурси підземних вод характерні для алювіальних горизонтів річкових долин Міссісіпі, Міссурі, Канзасу, де потужність алювію становить від 30-49 до 6-20 м. Глиб. свердловин 6-18(30) м, дебіти 6-63 л/с, макс. – 126 л/с. Води прісні, іноді забруднені нітратом. Ресурси вод значні. 
У центрі країни осн. водоносний комплекс – комплекс Великих рівнин, розвинений на площі бл. 446 тис. км2. Він об'єднує дек. гідравлічно пов'язаних горизонтів неоген-четвертинного віку сумарною потужністю 60-200 м. Товща порід складена пісками, пісковиками, алевролітами, глинами. Води розкриваються на глиб. 1-90 м. Мінералізація вод 0,25-0,6 г/л, зі збільшенням глибини – до 4 г/л, склад HCO3-- Ca2+, на південь змінюється на HCO3-- Na+, SO42-- Ca2+- Na+. Запаси оцінюються в 3,9109 м3. Водоносні горизонти, пов'язані з продуктивним відкладами неоген-палеогену (буре вугілля, лігніти) і розвинені в межах Великих рівнин. Дебіти свердловин 6-12 л/с, їх глиб. 15-100 м. Мінералізація вод 0,2-4,0 г/л, склад HCO3-- Na+, HCO3-- SO42-- Ca2+-Na+ або SO42-- Ca2+. Води тверді, підвищена к-ть Fe і Mn. На сході країни прісні води пов'язані також з пісковиками верх. і ниж. карбону, сер. дебіти свердловин 6,3-20, макс. – 95 л/с. Води прісні, однак вже з глибини 150 м мінералізація їх швидко росте, склад міняється на SO42-- Cl-.
Глибокі водоносні комплекси мезозою і палеозою містять солоні води і розсоли, концентрація яких на глибині становить 300-450 г/л, пластові т-ри до 100 оС, в Мексиканському бас. бл. 170 оС. У газовому складі вод переважає метан, поблизу нафт. і газових родов. відмічені підвищений вміст важких вуглеводнів. На сході країни розвинені числ. геотермальні родов. (t = 200-250 оС ).
Сумарні запаси підземних вод в межах 800-метрової зони земної кори в США оцінюються в 2х105 км3. Загальний відбір прісних вод 3,3х108 м3/добу (1980).